# Voorlopige regering van Priamoerie
De Voorlopige Regering van Priamoerje (Russisch: Приамурский земский край, Приамурское государственное образование) was een voorlopige regering in de Siberische regio Priamoerje die bestond tussen 27 mei 1921 en 25 oktober 1922. Dit was de laatste enclave van de Witten tijdens de Russische Burgeroorlog.
De regering ontstond na de coup van het Witte Leger in Vladivostok met het doel om uit de Verre-Oostelijke Republiek te treden en om achter een cordon sanitaire van de Japanse troepen een Siberische interventie uit te voeren. De coup startte op 23 mei door het leger van het Komoetsj en de restanten van het leger van Vladimir Kappel.
De regering werd geleid door Spiridon Dionisiovitsj Merkoelov, een voormalig medewerker van het Ministerie van Landbouw en Nikoai  Merkoelov, een ondernemer. Beiden waren afgevaardigden van de Voormalige regering. De Kozak Grigori Semyonov probeerde de macht over te nemen, maar zonder Japanse steun trok hij zich terug vanwege een onenigheid met Kappel.
De enclave breidde zich uit naar Chabarovsk en later Spassk 125 mijl ten noorden van Vladivostok. In juni 1922 werd het voorzitterschap van de gebroeders  Merkoelov overgenomen door Michail Diterichs een generaal van Aleksandr Koltsjak. Het gebied werd hernoemd tot kraj Priarmoerje -Zerm en Diterichs kleedde zichzelf als een woiwode. De naam werd hernoemd tot Zemskaya Rat'  en rat is een oude Slavische benaming voor strijdkrachten.
Toen het Japanse leger zich terugtrok hernam het Leger van de Republiek Verre Oosten  de macht in het gebied. De Russische Burgeroorlog was beëindigd, ondanks dat in het rayon Ajano-Maj de Jakoetse opstand nog steeds aan de gang was en bestuurd werd door Anatoli Pepeljajev.